# ルバ・アズリア
ルバ・アズリア（Lubov Azria、1967年11月8日 - ）は、ウクライナ出身のファッションデザイナー。

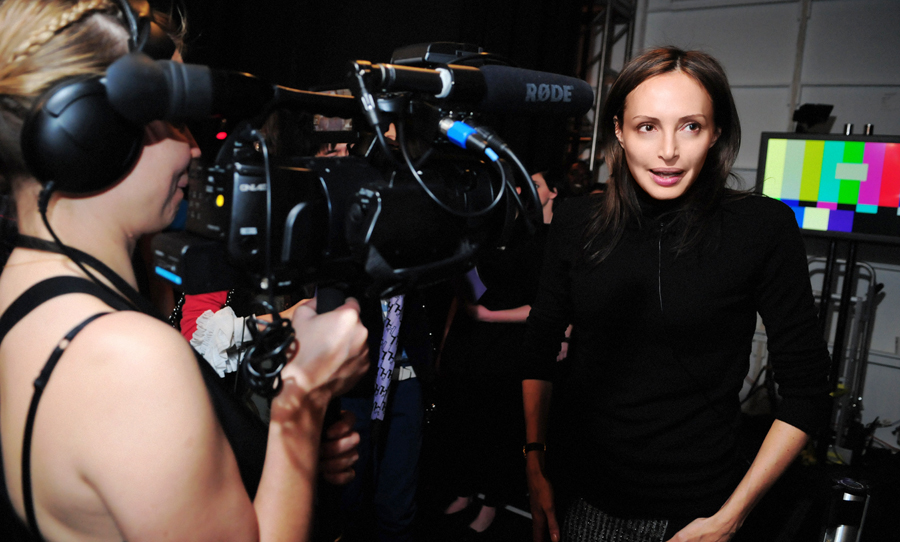

複数のブランドを世界に展開するBCBG Max Azria GroupのCCO(チーフクリエイティブオフィサー)を務める。

活動拠点はロサンゼルス。

## 生い立ち
ルバ・アズリアは1967年11月8日にウクライナのキーウ に一人娘として生まれる。

幼少の時からバレエを学び、ボリショイバレエ団の青少年部門に所属していた。

1980年、テキサス州サンアントニオに家族が移住したことを機に芸術に興味を持ち、1986年にカリフォルニア州ロサンゼルスにあるFashion Institute of Design & Merchandisingで学位を取得した。

## キャリア
1991年、後の夫となるマックス・アズリア率いるBCBG Max Azria Groupに入社。

チーフクリエイティブオフィサー就任後は、BCBGMAXAZRIA、BCBGMAXAZRIA RUNWAY、Hervé Léger by Max Azriaのデザインから企画戦略まで幅広く従事している。

2010年、アメリカデザイナーズファッション評議会(CFDA)に加盟。